# اروجت راکت‌داین
اروجت راکت‌داین (انگلیسی: Aerojet Rocketdyne) شرکت هوافضای آمریکایی است، که در سال ۲۰۱۳ تأسیس شد.